# Jordan Berry
Pour les articles homonymes, voir Berry.
(en) Statistiques sur pro-football-reference
Jordan Berry (né le 18 mars 1991 à Essendon en Australie) est un joueur australien de football américain qui évolue en tant que punter dans la National Football League (NFL).

## Biographie
Il a joué en tant que punter pour les Colonels de l'Université d'Eastern Kentucky de 2010 à 2013.
Il signe en avril 2015 avec les Steelers de Pittsburgh dans la NFL. En compétition avec son compatriote Brad Wing pour le poste de punter, Berry parvient à intégrer l'effectif final pour la saison 2015 après que les Steelers aient échangé Wing aux Giants de New York.
Après une saison avec les Vikings du Minnesota en 2021, il est battu par la recrue Ryan Wright lors du camp d'entrainement de 2022.